# Дракон Його Величності
Дракон Його Величності (англ. His Majesty's Dragon), опублікований у Великій Британії під назвою Темерейр (Temeraire) — перший роман в жанрі альтернативної історії / фентезі «Темерейр» американської письменниці Наомі Новік. Дія розгортається під час альтернативної історії наполеонівських війн, у якій дракони не лише існують, але й використовуються як основний елемент повітряної війни в Азії та Європі. Дракони в історії зображуються розумними й розумними, здатними до логічного мислення та людської мови. Серія зосереджується в основному на подіях, пов'язаних з Темерейром (титульним драконом) і його керівником Віллом Лоуренсом.
У першій книзі серії розповідається про те, як Лоуренс, колишній капітан Королівського флоту, стає проводником Темерейра, а також про їхню ранню підготовку до битв проти повітряного флоту Наполеона. Вперше роман опубліковано 2006 року. 2007 року він отримав премію Комптона Крука за найкращий роман у жанрі наукової фантастики /фентезі за 2006 рік, написаний автором-початківцем.

## Короткий зміст сюжету
Взимку 1804 року («четвертий рік», як називають його герої) або приблизно під час війни Третьої коаліції корабель «Reliant» під командуванням капітана Вільяма Лоуренса захоплює французький «Amitie», 36-гарматний фрегат. Лоренс і екіпаж «Reliant» знаходять на борту невилуплене яйце дракона і оголошують його призом, захопленим у французів. На жаль, яйце майже вилупилося, і для того, щоб привести отриманого дракончика на службу до Британського авіаційного корпусу, він повинен якнайшвидше прийняти упряж і провідника. Лоуренс наказує всім офіцерам на борту готуватися до спроби, але дракончик, незвичайний, з повністю чорною шкірою і шістьма шипами на крилах, обирає Лоуренса, який називає його Темерер, на честь другосортного французького корабля, що так само був поставлений на службу Британії. Незважаючи на небажання Лоуренса покинути ввічливе товариство і приєднатися до Повітряного корпусу, бійці якого майже одружені зі своїми драконами і відомі своєю жахливою неформальністю, між ним і Темерером виникає глибока прихильність.
«Reliant» висаджується на Мадейрі, де Лоуренс і Темерейр чекають відповіді Повітряного Корпусу щодо їхнього вступу до Корпусу; зрештою їх відправляють у тренувальний табір у Лох-Лагган у Шотландії. Тим часом натураліст сер Едвард Гав визначає Темерейра як рідкісну китайську імператорську породу, яку рідко можна побачити за межами Китаю, а тим більше у Британії; тільки Небожителі рідше. Корпус також намагається передати Темерейра більш досвідченому куратору, лейтенанту Дейсу; Лоуренс здивований тим, наскільки близько він зблизився з Темерейром за цей короткий час, і радіє, коли Темерейр повністю відкидає Дейса.
Після короткої зупинки в маєтку свого батька, лорда Аллендейла, де Лоренс розповідає родині про свою нову професію, Темерер і Лоренс прибувають до таємничого озера Лох-Лаґґан. Тут Лоренс знайомиться з Селерітас, дресирувальницею драконів, Кетрін Гаркорт, молодою жінкою-капітаном Довгокрилої лілії (єдині в Британії довгокрилі, що плюються кислотою, наполягають на жінках-капітанах), до загону якої вони приєднаються, Берклі, капітаном Королівського мідного максимуму, і Ренкіном, капітаном зі шляхетного роду, та його постраждалим від знущань вінчестером Левітасом. Темерер бачить свій перший бій, коли парнасець Вікторіатус отримує поранення в бою і його потрібно доставити на базу. Лоренс і Темерер також приймають льотний і наземний екіпажі на чолі з лейтенантом Джоном Ґренбі; Ґренбі, друг Дейза, спочатку вороже ставився до Лоренса, але обидва долають труднощі під час місії з допомоги Вікторіатусу. Нарешті, Лоренс знайомиться з Джейн Роланд, матір'ю однієї з його бігунів, Емілі Роланд, яку готують на посаду капітана Ексидіума довгокрилого після того, як сама Джейн вийде на пенсію; Джейн і Лоренс зрештою стають коханцями.
Під час навчання Селерітас представляє Шуазюля, французького дезертира, і його дракона Прекурсориса, якого Темерейр вважає конкурентом. Шуазель виявляється подвійним агентом, коли він намагається викрасти Лілі та капітана Гаркорта. Після допиту він зізнається, що насправді його послали викрасти Темерейра, якого китайці подарували Наполеону як його особистого верхового коня. Настрій капітанів, драконів і екіпажу підкріплюється перемогою в Трафальгарській битві (жовтень 1805 р.), яка знищила флот Наполеона і зменшила його повітряну силу; крім того, поки Нельсона обстрілює вогонь з іспанської Флеча-дель-Фуего, він виживає, щоб битися ще один день. Поки вони святкують, Ранкін і смертельно поранений Левітас прибувають до Дувра з важливою розвідкою: Наполеон не планував відправляти війська морем, як передбачалося спочатку. Замість цього він планує відправити їх повітрям, використовуючи транспорти, які тягнуть дракони, у супроводі авіації Наполеона. Це зриває святкування, оскільки капітани прикриття в Дуврі готуються до бою, знаючи, що їхня чисельність велика.
Дуврські дракони вилітають назустріч французькій повітряній армаді, їхня головна мета — знищити транспорти. На жаль, переважаючі французи показують, що незабаром деякі з транспортів приземляються. Однак Темерейр, який раніше вважався малоймовірним для розробки дихальної зброї, запускає потужний ударно-хвильовий рев, який знищує транспорт, який вони намагаються збити. Це змінює хід битви, і французький сигнал відступає. На святковій вечірці, влаштованій на честь перемоги, сер Едвард шукає Лоренса. Потім він відкриває, що Темерейр насправді є Небесним; рев, який називають «божественним вітром», є унікальним для цієї породи. Китайці резервують Небожителів виключно для імператорів і королівських осіб. Хоча це породжує багато нових турбот щодо очевидної дружби Китаю з Францією, Темерейр відкидає ідею поїхати до Франції, віддаючи перевагу своєму життю в Британії з Лоуренсом.

## Персонажі
- Капітан Вільям Лоуренс: колишній капітан HMS Reliant під час служби в Королівському флоті. Обставини змушують його стати капітаном дракона Темерейра і приєднатися до авіаційного корпусу, найменш шанованого підрозділу британської армії.
- Темерейр: могутній дракон і головний персонаж серіалу. Названий на честь «Téméraire», французького судна, захопленого під час наполеонівських війн, його ім'я означає «безрозсудний». Капітан Вільям Лоуренс — його супутник. Він володіє надзвичайно практичною, допитливою, а часом і надто прямою особистістю; однак іноді він може бути надто чутливим щодо відмінностей між його зовнішністю та зовнішністю західних драконів. Він також досить власницький і захищає Лоуренса.
- Лейтенант Джон Ґренбі: голова льотного екіпажу Лох-Лагґана та вірний друг Лоуренса
- Лейтенант Дейз: досвідчений провідник драконів, якого таємниця Лох-Лагґана намагається поставити господарем Темерейра.
- Селерітас: дракон, голова дресирування драконів у тайному озері Лох-Лагган. Його ім'я означає «швидкість».
- Джейн Роланд: капітан Довгокрилого дракона Ексідіума, Джейн також є матір'ю одного з бігунів Лоуренса, Емілі (яка стоїть наступною в черзі після капітана Ексідіума).
- Шуазель: француз, який приєднується до прикриття Лох-Лагган

## Адаптація мультсеріалу
У вересні 2022 року повідомлялося, що роман буде адаптований у мультсеріалі для дорослих на Fox. Продюсерами будуть Fox Entertainment, Bento Box Entertainment і Orion Television. Сценаристом і виконавчим продюсером серіалу стане Бен Квін.

## Відгуки
«Дракон Його Величності» був прийнятий дуже прихильно та отримав премію Комптона Крука 2007 року за найкращий роман у жанрі наукової фантастики / фентезі протягом 2006 року, написаний новим автором. Він також був номінований на премію Г'юго за найкращий роман у 2007 році, але програв роману «Кінець веселок» Вернора Вінджа. Компіляція перших трьох книг «Темерейр» під назвою «Темерер: На службі у короля» отримала премію Locus за найкращий перший роман у 2007 році. Entertainment Weekly назвав твір «цілковито автентичною розповіддю, наповненою всіма деталями та багатством, які можна знайти у військовій пряжі, а також неможливим дивом позолоченої фантазії», а Booklist відзначає, що в ній є «персонажі, які підкорюють серце з самого початку», і називає Новік «найперспективнішим новим автором».